# Rio Bătrâioara
O Rio Bătrâioara é um rio da Romênia afluente do Rio Prahova, localizado no distrito de Prahova.